# Municipio de Kandava
El municipio de Kandavas (en Letón: Kandavas novads) es uno de los ciento diez municipios de Letonia, se encuentra localizado en el suroeste de dicho país báltico. Fue creado durante el año 1999 después de una reorganización territorial. Su capital es la villa de Kandava.
El 1 de julio de 2021, el municipio de Kandava dejó de existir y su territorio se fusionó con el municipio de Tukums.

## Subdivisiones
- Kandava (villa)
- Cēres pagasts (zona rural)
- Matkules pagasts (zona rural)
- Vānes pagasts (zona rural)
- Zantes pagasts (zona rural)
- Zemītes pagasts (zona rural)

## Población y territorio
Su población se encuentra compuesta por un total de 10.057 personas (2009). La superficie de este municipio abarca una extensión de territorio de unos 650,9 kilómetros cuadrados. La densidad poblacional es de 15,45 habitantes por cada kilómetro cuadrado.